# Sven Pettersson
Sven Pettersson (ur. 24 lipca 1927 w Härnösand, zm. 19 kwietnia 2017 w Sundsvall) – szwedzki skoczek narciarski, olimpijczyk.
Pettersson był zawodnikiem znanym tylko z wielkich imprez. Wziął udział w zaledwie kilku międzynarodowych konkursach skoków narciarskich w karierze (między 1952 a 1957). Podczas zimowych igrzysk olimpijskich w roku 1956 w Cortinie d’Ampezzo zajął piąte miejsce. W 1955 wygrał konkurs skoków na Szwedzkich Igrzyskach Narciarskich w Sztokholmie.

## Igrzyska olimpijskie
| Miejsce | Dzień    | Rok  | Miejscowość       | Punkt K | Konkurs  | Skok 1 | Skok 2 | Nota  | Zwycięzca       |
| ------- | -------- | ---- | ----------------- | ------- | -------- | ------ | ------ | ----- | --------------- |
| 5.      | 5 lutego | 1956 | Cortina d’Ampezzo | K-80    | indywid. | 81 m   | 81,5 m | 220,0 | Antti Hyvärinen |